# Omicidio di Ofir Rahum
L'omicidio di Ofir Rahum venne commesso a Ramallah il 17 gennaio 2001. La vittima fu uno studente di liceo israeliano, ucciso a 16 anni da una cellula terroristica palestinese.

## Storia
L'omicidio venne ideato da Mona Awana, una giornalista palestinese di Bir Nabala (all'epoca aveva 24 anni), e messo in atto il 17 gennaio 2001 da un gruppo terroristico da lei coordinato in qualità di collaboratrice dell'Esercito di Liberazione della Palestina.
La terrorista, fingendosi una giovane turista statunitense di nome Sally in visita a Gerusalemme, contattò la vittima attraverso una chat online e, dopo settimane di lunghe chiacchierate intime, riuscì a convincerlo a incontrarla per un appuntamento romantico. La donna spinse il ragazzo a seguirla in una zona isolata alla periferia di Ramallah, dove erano ad attenderli i suoi complici, che uccisero il giovane israeliano.
Mona Awana, una volta arrestata dalla polizia israeliana, raccontò che la sua decisione di rapire e uccidere un ragazzo israeliano qualunque era maturata alla fine del 2000, il giorno in cui un gruppo di palestinesi linciò e scaraventò da una finestra in pasto alla folla due soldati israeliani a Ramallah. Avendo assistito a quell'episodio, Mona Awana confessò di essersi sentita entusiasta di ciò che aveva visto. Fu da allora che cominciò a contattare ragazzini israeliani via Internet, finché non trovò la sua vittima in Ofir Rahum, con il quale inscenò una storia d'amore. Nei diversi mesi di conversazioni Mona premeva per un incontro a Gerusalemme. Ofir Rahum suggerì un luogo più vicino a casa sua, poiché i suoi genitori non gli avrebbero consentito di allontanarsi a lungo. Lei gli rispose di non disporre di un'automobile ma lo assicurò che l'avrebbe fatto rientrare entro le ore 17. Quella promessa e un paio di esplicite allusioni sessuali furono sufficienti a convincere il ragazzo («Non vedo l'ora che arrivi mercoledì», gli aveva scritto Mona due giorni prima).
Quando i due finalmente si incontrarono, lei non ebbe difficoltà a convincerlo ad accompagnarla in macchina fino a Ramallah.
Mona Awana guidò in direzione di Ramallah. Secondo quanto riferito da testimoni oculari palestinesi intervistati da un'agenzia di stampa francese, a un punto prestabilito lei scese dall'auto, al che sopraggiunse un altro veicolo dal quale tre uomini armati palestinesi spararono a Ofir colpendolo con almeno 15 proiettili. Uno dei terroristi partì con il corpo di Ofir e lo scaricò in un luogo lungo il tragitto, mentre gli altri fuggirono a bordo del secondo veicolo.
Mona Amana fu arrestata a Bir Nabala dopo una massiccia operazione della polizia e dell'esercito. Confessò subito con orgoglio il suo ruolo nell'omicidio di Ofir Rahum insieme ai due alti funzionari Tanzim appartenenti al gruppo Fatah dell'area di Ramallah Alkadi Hassan e Abdul Fatah Doleh, originari di Beituniya. Il rappresentante permanente di Israele presso le Nazioni Unite inviò una lettera al Segretario generale ONU allo scopo di attirare la sua attenzione sui «recenti atti di terrorismo palestinese contro civili israeliani».
Nel febbraio 2003 Mona Awana fu condannata all'ergastolo per l'omicidio di Rahum. Il 18 ottobre 2011 è stata poi rilasciata in seguito agli accordi fra Hamas e il governo israeliano in cambio della liberazione del soldato israeliano Gilad Shalit. Mona Awana, che adesso vive libera in Turchia, il 20 dicembre 2011 ha ricevuto la visita di Mahmūd Abbās con gli onori di eroina nazionale.